# Compsodecta grisea
Espèce
Synonymes
- Cybele grisea Peckham & Peckham, 1901

Compsodecta grisea est une espèce d'araignées aranéomorphes de la famille des Salticidae.

## Distribution
Cette espèce est endémique de Jamaïque.

## Description
Le mâle décrit par Bryant en 1950 mesure 5,0 mm et la femelle 6,0 mm.

## Publication originale
- Peckham & Peckham, 1901 : On spiders of the family Attidae found in Jamaica. Proceedings of the Zoological Society of London, vol. 1901, no 2, p. 6-16 (texte intégral).